# Quaestus pasensis
Quaestus pasensis es una especie de escarabajo del género Quaestus, familia Leiodidae. Fue descrita por Salgado, Labrada y José L. Luque en 2010.

## Distribución
Se encuentra en España.